# Коломбје ле Жен
Коломбје ле Жен (фр. Colombier-le-Jeune) насеље је и општина у источној Француској у региону Рона-Алпи, у департману Ардеш која припада префектури Турнон сир Рон.
По подацима из 2011. године у општини је живело 566 становника, а густина насељености је износила 37,38 становника/km². Општина се простире на површини од 15,14 km². Налази се на средњој надморској висини од 450 метара (максималној 762 m, а минималној 277 m).

## Демографија
| 1962. | 1968. | 1975. | 1982. | 1990. | 1999. | 2011. |
| ----- | ----- | ----- | ----- | ----- | ----- | ----- |
| 464   | 541   | 512   | 503   | 522   | 505   | 566   |

График промене броја становника у току последњих година